# Gymnastes hyalipennis
Gymnastes hyalipennis är en tvåvingeart som först beskrevs av Alexander 1920.  Gymnastes hyalipennis ingår i släktet Gymnastes och familjen småharkrankar.
Artens utbredningsområde är Taiwan. Inga underarter finns listade i Catalogue of Life.